# Liu Hai
Pour les articles homonymes, voir Liu.
Liu Hai (劉海), Liu Haichan (劉海蟾) ou Haichanzi (海蟾子), « crapaud marin », est un alchimiste taoïste légendaire des Cinq dynasties et l’un des Cinq ancêtres du Nord de l’école Quanzhen, disciple de Zhongli Quan et de Lü Dongbin, maître de Wang Chongyang. Il est aussi parfois considéré comme l’un des huit immortels, remplaçant Zhang Guolao au Jiangxi et Lan Caihe à Taïwan. Il est assimilé à Liu Cao (劉操), ministre de Liu Shouguang (劉守光), ancien seigneur de guerre des Tang postérieurs et fondateur du bref royaume de Yan (燕). Deux textes du canon taoïste lui sont attribués.
En tant que patriarche de Quanzhen, il a été titré par les empereurs Shizu et Wuzong de la dynastie Yuan. Ses anniversaires divins sont le 14 du 12e mois (naissance) et le 15 du 6e mois (atteinte de l’immortalité).
Il est dans la religion populaire associé à la richesse et au bonheur ; ses représentations, dans lesquelles les artistes l'ont progressivement rajeuni, étaient très populaires sous les Ming et les Qing. Il apparait encore parfois sur les estampes de nouvel an comme un tout jeune homme ou un enfant tenant en main une enfilade de piécettes en compagnie d’un crapaud à trois pattes. Sous l’influence du syncrétisme religieux, sa figure dans l'iconographie se confond parfois avec celle du moine bouddhiste Shide (捨得).

## Légende

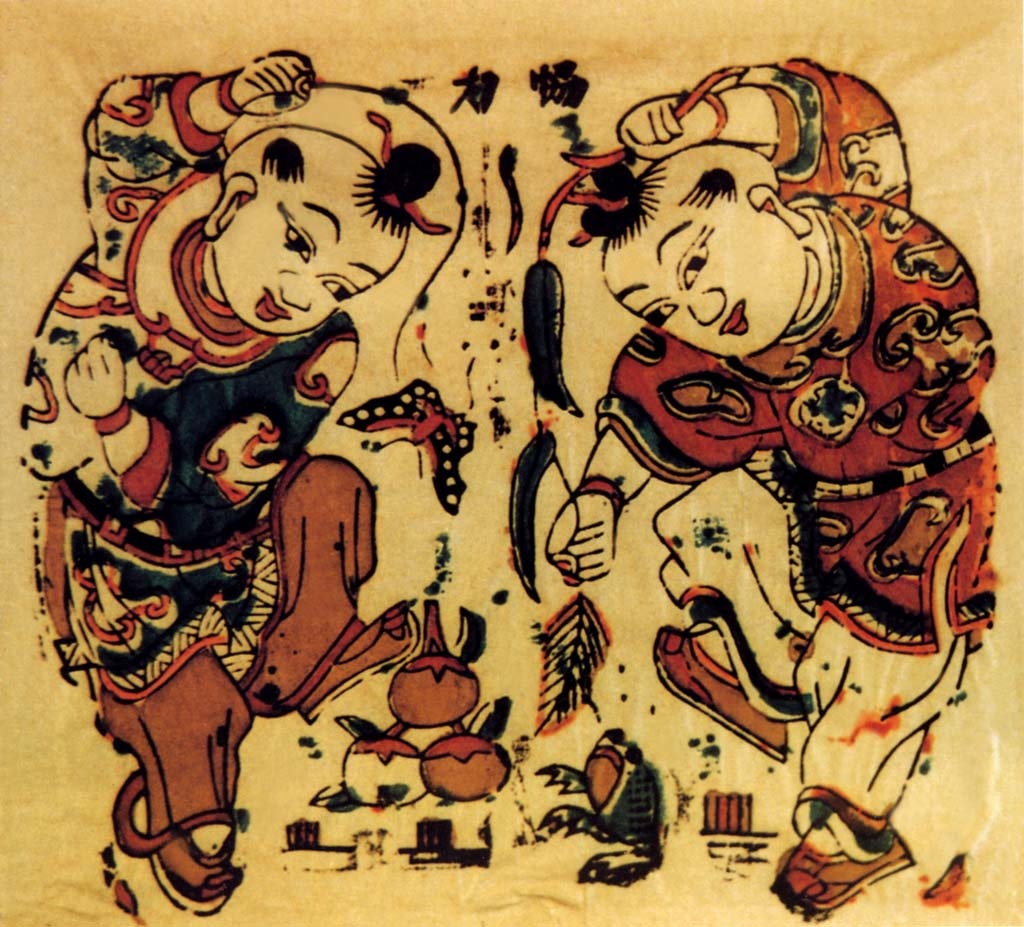
Liu Haichan (à droite) tentant le crapaud avec une ligature de pièces (gravure sur bois).

On n’a aucune preuve de la relation entre le taoïste et le ministre. Ce dernier, prénom social Zongcheng (宗成) ou Zhaoyuan (昭遠), était originaire de Yanshan (燕山), actuelle Wanping (宛平) au sud-ouest de Pékin. D’autres identifient Liu Hai à un certain Liu Zhe (劉哲), prénom social Yuanying (元/玄/鉉英), originaire de Guangling. Selon Judith Boltz, le personnage de Liu Haichan sert avant tout, à partir du début du XIVe siècle, de chaînon fictif reliant les courants d’alchimie interne des Jin/Yuan au courant Zhong-Lü des Tang. Il permet aussi aux alchimistes du Sud de se rattacher à la puissante école Quanzhen en donnant un maître commun à Wang Chongyang et Zhang Boduan. 
Selon la tradition taoïste, le ministre Liu Cao reçut un jour la visite d’un inconnu qui lui demanda dix œufs et dix pièces de monnaie, puis se mit à empiler les objets les uns sur les autres. « Tout va s’écrouler ! » s'écria Liu Cao. « Votre carrière n’est guère plus stable. » rétorqua l’inconnu qui n’était autre que Zhongli Quan. Le ministre réfléchit et décida d’abandonner sa charge pour devenir ermite errant dans les monts Zhongnan. Il rencontra plus tard Lü Dongbin qui lui transmit ses secrets.
Le surnom de Haichanzi, « crapaud marin », est probablement à l’origine de la légende Liu Haichan tente le crapaud (劉海戲金蟾) dont il existe différentes variantes. Il y capture un génie crapaud cupide à trois pattes caché au fond d’un puits ou d’un étang, à l’aide d’une ligature de pièces servant d'appât. Dans une version, le crapaud est son propre père à qui son amour de l’argent a valu cette réincarnation peu glorieuse. Il le sauve ainsi de la mare fangeuse représentant le vice dans laquelle il croupissait. Une représentation de crapaud tenant dans la bouche une pièce de monnaie est encore utilisée de nos jours par certains comme talisman favorisant la prospérité des affaires.